# Абертами

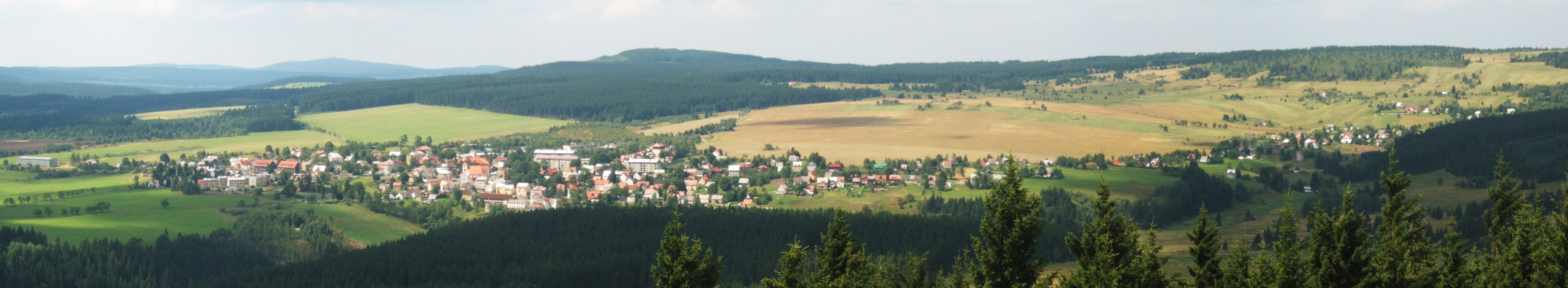
Абертами зі схилу гори Плішивець

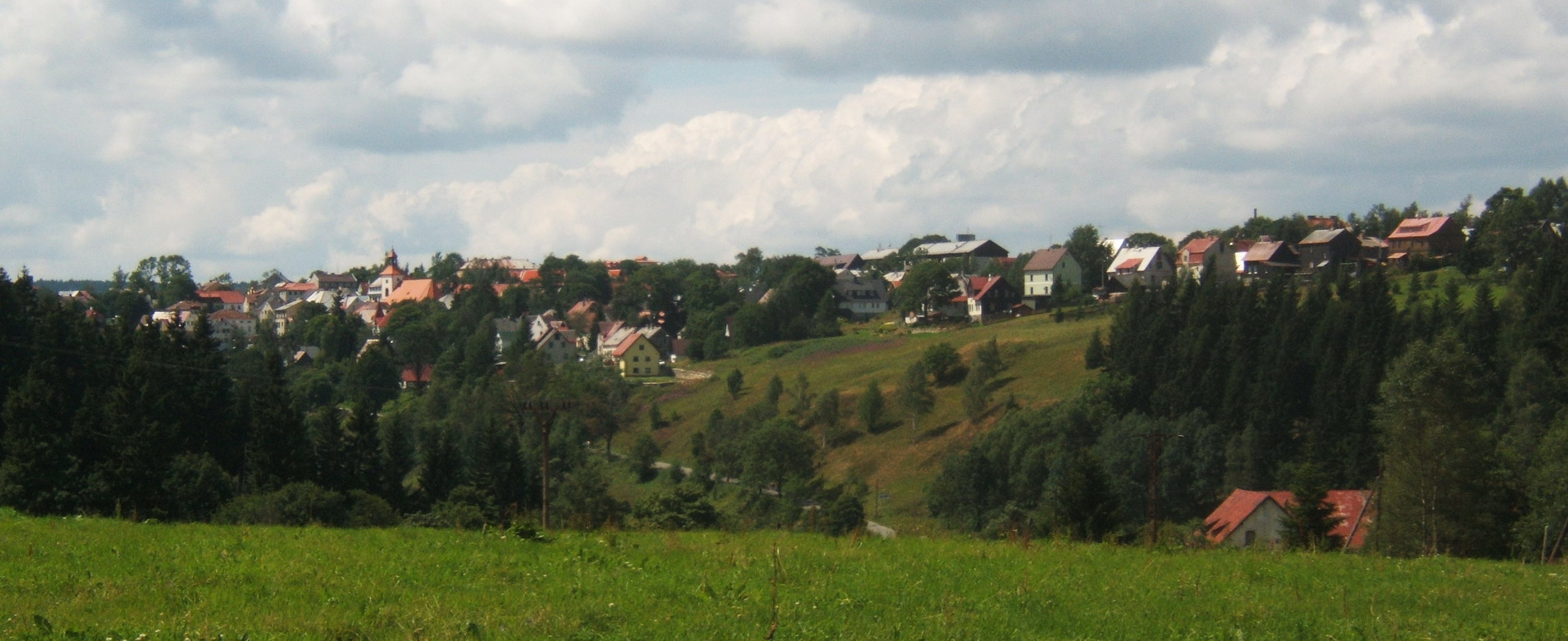
Вид на Абертами з дороги до гори Плішивець

Аберта́ми (чеськ. Abertamy, у мин. нім. Abertham) — місто в районі Карлових Вар Карловарського краю Чехії. Воно розташоване в Рудних горах, на 16 км північніше від Карлових Вар. Чисельність населення становить 1413 (2005). Є центром зимових видів спорту. До адміністративної території міста відноситься також прилегле село Гржебечна. На висоті 840 м на верхівці Рудних гір розташований центр відпочинку, що розташований за 8 км на північ від Нейдека.

## Географія

### Клімат
| Клімат Абертамів        | Клімат Абертамів | Клімат Абертамів | Клімат Абертамів | Клімат Абертамів | Клімат Абертамів | Клімат Абертамів | Клімат Абертамів | Клімат Абертамів | Клімат Абертамів | Клімат Абертамів | Клімат Абертамів | Клімат Абертамів | Клімат Абертамів |
| Показник                | Січ.             | Лют.             | Бер.             | Квіт.            | Трав.            | Черв.            | Лип.             | Серп.            | Вер.             | Жовт.            | Лист.            | Груд.            | Рік              |
| Середній максимум, °C   | −1,8             | −1,7             | 0,9              | 4,8              | 10,9             | 13,4             | 15,5             | 15,9             | 11,6             | 7,1              | 1,4              | −0,8             | 6,4              |
| Середня температура, °C | −4,3             | −4,3             | −1,9             | 1,4              | 6,8              | 9,4              | 11,5             | 11,8             | 8,0              | 4,0              | −1               | −3,2             | 3,2              |
| Середній мінімум, °C    | −6,6             | −6,5             | −4,1             | −1,2             | 3,6              | 6,5              | 8,6              | 8,9              | 5,6              | 1,6              | −3               | −5,3             | 0,7              |
| Днів з опадами          | 14               | 13               | 14               | 12               | 12               | 14               | 13               | 11               | 11               | 10               | 13               | 15               | 152              |
| ----------------------- | ---------------- | ---------------- | ---------------- | ---------------- | ---------------- | ---------------- | ---------------- | ---------------- | ---------------- | ---------------- | ---------------- | ---------------- | ---------------- |
| Джерело: www.yr.no      |                  |                  |                  |                  |                  |                  |                  |                  |                  |                  |                  |                  |                  |

## Пам'ятки

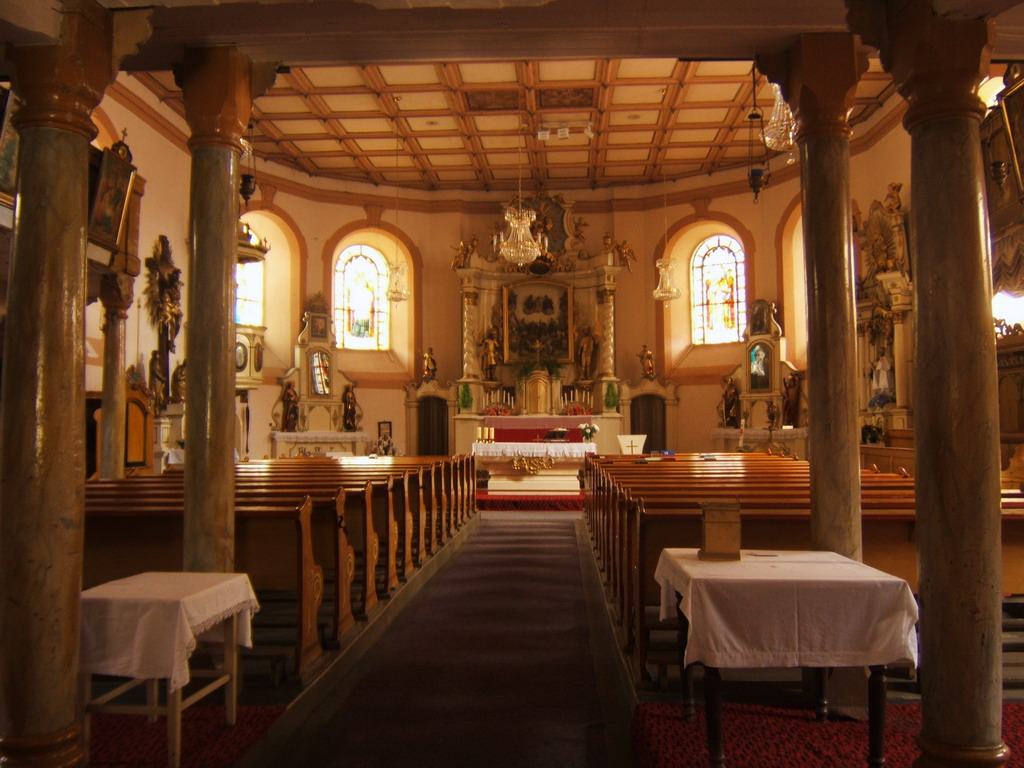
Внутрішня частина церкви в Абертамах

- Біля міста розташована гора Плішивець висотою 1028 метрів. Цей район активно використовується для зимових та літніх видів спорту з великим числом туристів, які приїжджають з Німеччини.
- Церква, побудована в 1534 році, оформлена в стилі бароко з 1736 р., відреставрована в першій половині XIX століття. Будова було заново відреставрована в 1990-х роках і в 2003.
- Тут є велике скупчення скель, відомих як Dračí skály (Драконові камені).[9]

## Відомі люди
- Йозеф Поркет (1829–1895) — виробник фортепіано;
- Горст Сіґл (1969) — футболіст.